# Boophis picturatus
Espèce
Statut de conservation UICN

 LC  : Préoccupation mineure
Boophis picturatus est une espèce d'amphibiens de la famille des Mantellidae.

## Répartition
Cette espèce est endémique de Madagascar. Elle se rencontre entre 850 et 1 000 m d'altitude dans l'est de l'île,.

## Description
Boophis picturatus mesure de 23 à 33 mm pour les mâles. Son dos varie du beige au brun roux. Un motif en forme de sablier, de couleur foncée, est parfois présent mais souvent incomplet. Son ventre est blanc.

## Étymologie
Son nom d'espèce, du latin, picturatus, « décoré », lui a été donné en référence à sa livrée particulièrement bariolée.

## Publication originale
- Glaw, Vences, Andreone & Vallan, 2001 : Revision of the Boophis majori group (Amphibia: Mantellidae) from Madagascar, with descriptions of five new species. Zoological Journal of the Linnean Society, vol. 133, p. 495-529.